# Jonny Edgar

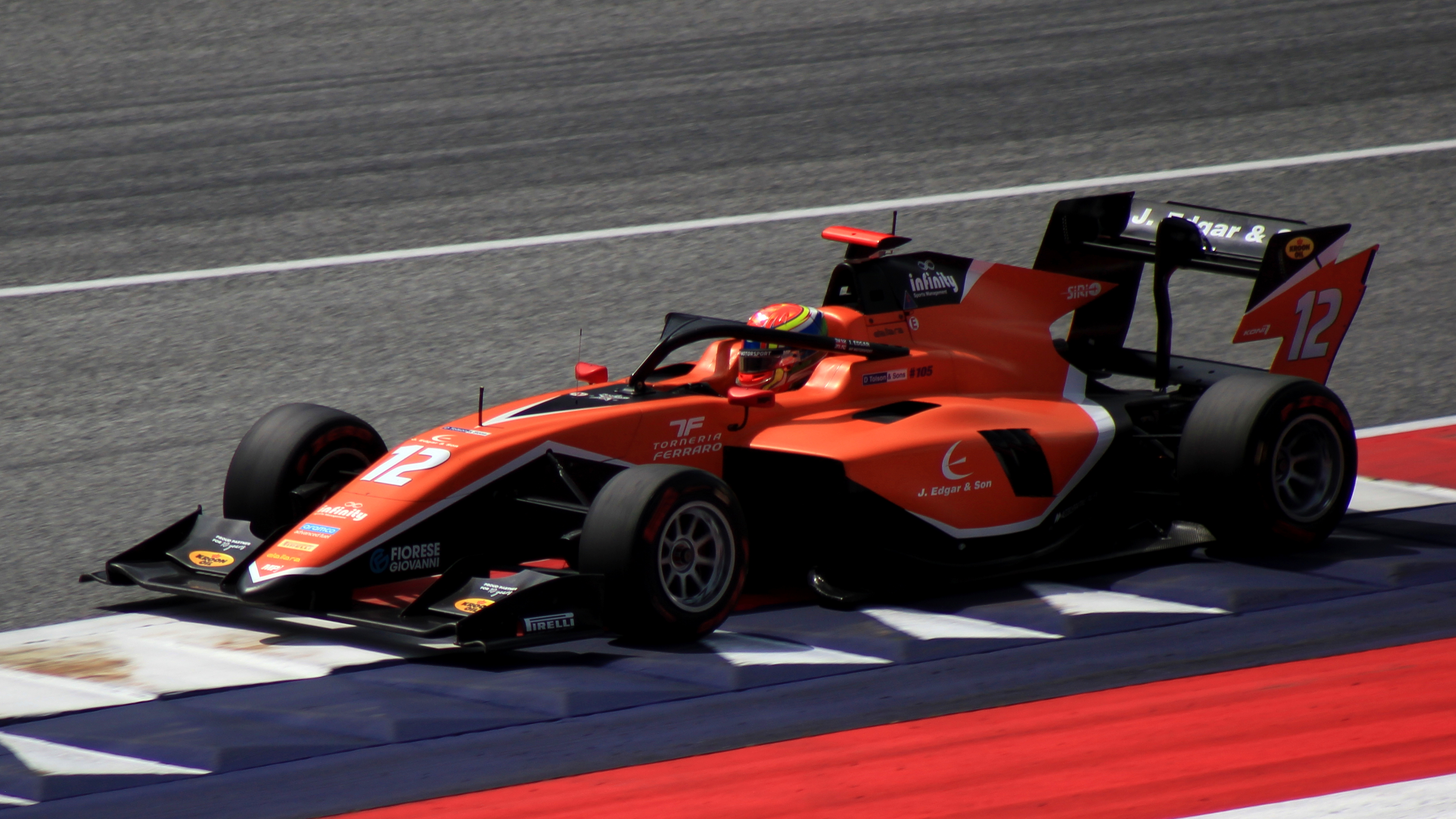
Edgar på Red Bull Ring 2023.

Jonny Edgar, född den 13 februari 2004 i Whitehaven är en brittisk racerförare.